# Yusuke Matsuo
Yusuke Matsuo (松尾 佑介 Matsuo Yusuke?, Saitama, 23 de julio de 1997) es un futbolista japonés que juega como centrocampista en el Urawa Red Diamonds de la J1 League.

## Trayectoria
En 2019 Matsuo se unió al Yokohama FC.

## Clubes
| Club                  | País    | Año       |
| --------------------- | ------- | --------- |
| Yokohama FC           | Japón   | 2019-2021 |
| Urawa Red Diamonds    | Japón   | 2022-     |
| KVC Westerlo (cedido) | Bélgica | 2023      |

## Palmarés

### Títulos nacionales
| Título             | Club               | País  | Año  |
| ------------------ | ------------------ | ----- | ---- |
| Supercopa de Japón | Urawa Red Diamonds | Japón | 2022 |